# 雷内·奥夫豪瑟
雷内·奥夫豪瑟（德語：René Aufhauser；1976年6月21日—）是一位奧地利足球運動員。在場上的位置是後衛。他現在效力於列弗寧足球俱樂部。他也代表奧地利國家足球隊參賽。